# Android 15
Android 15 est la quinzième version majeure du système d'exploitation pour mobile Android, conçu par la société Google. Elle est disponible publiquement depuis le 16 octobre 2024.

## Nouvelles Fonctionnalités

Premier logo d'Android 15.

Android 15 apporte plusieurs nouvelles fonctionnalités axées sur la sécurité, la confidentialité et l'amélioration de l'expérience utilisateur,.

### Fonctionnalités principales
- Private Space : Une nouvelle fonctionnalité permettant de protéger des fichiers et applications sensibles à l’aide d’un mot de passe ou d’une authentification biométrique. Ce « coffre-fort » virtuel permet de stocker des données privées séparées du reste du téléphone dans un profil Android distinct[8].
- Theft Detection Lock : Cette fonctionnalité détecte les mouvements associés au vol et verrouille automatiquement l’appareil pour protéger les données. Elle repose sur des capteurs et de l'intelligence artificielle pour identifier les situations de vol[6].
- Multitâche amélioré : Android 15 améliore le multitâche sur les grands écrans, comme les tablettes et appareils pliables, permettant de sauvegarder des paires d’applications qui s’ouvrent simultanément en mode écran partagé[7].
- Enregistrement d'écran partiel : Une nouvelle option permet d’enregistrer seulement une application spécifique, même si l’utilisateur navigue dans d'autres applications, idéale pour des vidéos tutorielles[8].
- Gestion des notifications : Avec la fonction Notification Cooldown, Android 15 réduit automatiquement le volume des notifications si une application en envoie trop en peu de temps, aidant à réduire les distractions[6].